# Rock Lobster
Singles de The B-52's
Planet Claire
(1979)
Rock Lobster est une chanson du groupe américain The B-52's écrite et composée par Fred Schneider et Ricky Wilson (en), respectivement chanteur et guitariste du groupe.
Elle sort dans une première version en single (le premier du groupe) en avril 1978 sur un petit label indépendant, DB Records. L'année suivante, après la signature avec Warner Bros. Records, une version plus longue et retravaillée est enregistrée. Elle fait l'objet d'un nouveau single et figure sur le premier album du groupe, The B-52's sorti en juillet 1979.
La chanson est un succès, elle entre dans le Billboard Hot 100 et se classe en tête des ventes au Canada.
En 1986, Island Records publie en Europe un single double face A où Rock Lobster est associée à Planet Claire, autre chanson phare du groupe issue du même album. Il obtient la 12e place dans les charts britanniques, soit un meilleur rang qu'en 1979 (voir tableau des classements hebdomadaires).

## La chanson
Rock Lobster est une chanson phare des B-52's. Les paroles, décrivant une fête en bord de mer, font la part belle à l'humour absurde et les calembours. Ainsi, l'énumération par Fred Schneider d'animaux marins farfelus et leurs cris que Kate Pierson et Cindy Wilson sont censées imiter. Le titre de la chanson joue sur le double sens de l'expression rock lobster qui, en anglais, désigne communément des crustacés vivant sur des rochers, comme les langoustes, tandis que lobster, qui signifie homard, associé au mot rock devient le rock du homard,.
Musicalement, le morceau réalise une synthèse du rock 'n' roll des années 1950 et de la new wave. Les instruments utilisés sont une guitare électrique Mosrite dans un style surf music, un orgue Farfisa Combo Compact, une batterie, un tambourin, un cencerro, la ligne de basse étant jouée sur un synthétiseur Korg.
John Lennon a déclaré en 1980 que Rock Lobster l'avait poussé à reprendre la musique après plusieurs années passées à s'occuper de son fils Sean, que la chanson sonnait comme la musique de Yoko Ono. Cette dernière a par ailleurs rejoint le groupe sur scène en 2002 à New York pour interpréter la chanson,.
En 1995, Rock Lobster est sélectionnée par le Rock and Roll Hall of Fame comme l'une de « 500 chansons qui ont façonné le rock 'n' roll ». En 2010, elle occupe la 147e place dans la liste établie par le magazine Rolling Stone : « les 500 plus grandes chansons de tous les temps ».

## Formats
45 tours 1978
- Face A : Rock Lobster - 4:37
- Face B : 52 Girls - 3:21

45 tours Warner Bros. 1979
- Face A : Rock Lobster - 4:52
- Face B : 6060-842 - 2:51

45 tours Island 1979
- Face A : Rock Lobster - 4:52
- Face B : Runnin' Around - 3:15

45 tours Island 1986
- Face A : Rock Lobster - 3:58
- Face B : Planet Claire - 4:35

Maxi 45 tours Island 1986
- A1 : Rock Lobster - 3:58
- A2 : Planet Claire - 4:35
- B1 : Song For A Future Generation - 4:00
- B2 : Give Me Back My Man - 3:59

## Musiciens
- Fred Schneider : chant, cloche à vache
- Kate Pierson : chant, orgue, synthétiseur basse
- Cindy Wilson : chant, tambourin
- Ricky Wilson : guitare électrique
- Keith Strickland : batterie

## Classements hebdomadaires
| Classement (1979-1980)         | Meilleure place |
| ------------------------------ | --------------- |
| Australie (ARIA)               | 3               |
| Canada (RPM 100 Singles)       | 1               |
| États-Unis (Billboard Hot 100) | 56              |
| Nouvelle-Zélande (RMNZ)        | 38              |
| Royaume-Uni (UK Singles Chart) | 37              |

| Classement (1986)              | Meilleure place |
| ------------------------------ | --------------- |
| Irlande (IRMA)                 | 20              |
| Royaume-Uni (UK Singles Chart) | 12              |